# Peter Schreiner (Indologe)
Peter Schreiner (* 1945 in Österreich) ist ein deutscher Indologe.

## Leben
Schreiner studierte Indologie, Philosophie und Religionswissenschaft in Mainz, München, Philadelphia und Varanasi. Er erlangte seinen Masterabschluss am Fachbereich Religion der Temple University in Philadelphia. 1972 promovierte er in Münster bei Paul Hacker mit einer Schrift über Premchand. Von 1974 bis 1986 lebte er in Tübingen, wo er zunächst bis 1982 als wissenschaftlicher Assistent am Seminar für Indologie und vergleichende Religionswissenschaft arbeitete, sich habilitierte und dann als wissenschaftlicher Mitarbeiter am Tübinger Purana-Projekt tätig war. Anschließend hielt er sich in New Delhi auf und ab 1988 in London, wo er als Lecturer of Sanskrit an der School of Oriental and African Studies lehrte. 1989 wurde er außerordentlicher Professor für Indologie in Zürich.
Seine Forschungsinteressen sind klassischer und moderner Hinduismus, Epen, Purāṇas, Viṣṇuismus und Yoga.

## Schriften (Auswahl)
- The reflection of hinduism in the works of Premcand. 1972, OCLC 493350090.
- Yoga. Grundlagen, Methoden, Ziele. Ein bibliographischer Überblick. Bonn 1979, OCLC 174232343.
- mit Renate Söhnen: Brahmapurāṇa. Summary of contents, with index of names and motifs. Wiesbaden 1989, ISBN 3-447-02960-9.
- Hinduismus kurz gefaßt. Frankfurt am Main 1999, ISBN 3-7820-0811-1.